# David Patrick Kelly
David Patrick Kelly (ur. 19 stycznia 1951 w Detroit) – amerykański aktor, muzyk i autor tekstów.
Odtwórca roli głównego antagonisty Lutra w kultowym filmie Wojownicy (1979).

## Życiorys

### Wczesne lata
Urodził się w Detroit w Michigan jako jedno z siedmiorga dzieci Margaret Elizabeth (z domu Murphy) Kelly (1915-2010) i Roberta Corby’ego Kelly Sr., księgowego. Jego ojciec otrzymał Medal Brązowej Gwiazdy za służbę podczas bitwy o Ardeny podczas II wojny światowej. Jego dziadek, Daniel Murphy, pochodził z Lisnashearshane, Duhallow, hrabstwo Cork, Irlandia. Jego pradziadkiem był ksiądz William Corby, kapelan Brygady Irlandzkiej w Gettysburgu. Jego siostry to Maureen, Susan, Margaret i Kathleen. Jego starszy brat John zmarł we wrześniu 2018. Ma innego brata o imieniu Robert. W Dniu św. Patryka 1964 matka podarowała mu w prezencie mandolinę, co wywarło wielki wpływ na jego artystyczny rozwój. W 1970 ukończył Bishop Gallagher High School w Harper Woods. Ukończyła z wyróżnieniem cum laude tytuł licencjata sztuk pięknych na Uniwersytecie Miłosierdzia w Detroit. Uczył się aktorstwa u Stelli Adler i pantomimy u Marcela Marceau.
Jako student, Kelly napisał teksty i muzykę do czterech musicali wyprodukowanych w Detroit: Lysistrata Arystofanesa, Świat z mojego okna (na podstawie tomiku wierszy dla dzieci), projekt oparty na Podróżach Guliwera oraz Dom dla cichych klaunów, pokaz pantomimy z piosenkami.

### Kariera
Po przeprowadzce do Nowego Jorku, zaczął występować w sztukach Off-off-Broadway. W 1975 wziął udział w przedstawieniu C.O.R.F.A.X. (Don’t Ask) w La MaMa Experimental Theatre Club. Grał na Broadwayu w widowiskach: The Rocky Horror Show Richarda O’Briena (1975) z Timem Curry, Hair (1977) z muzyką Galta MacDermota, Pracujący Stephena Schwartza (1978), Knockout (1979) z Dannym Aiello, Samobójca Nikołaja Erdmana (1980) z Derekiem Jacobi i Czy istnieje życie po szkole średniej? (1982) ze Scottem Bakulą. Występował też w produkcjach off-broadwayowskich. W 1998 otrzymał nagrodę Obie za dożywotnie osiągnięcie.
Po debiucie na małym ekranie w telewizyjnym dreszczowcu NBC Sanktuarium strachu (Sanctuary of Fear, 1979) z Barnardem Hughesem, został dostrzeżony przez producenta Joela Silvera i dostał rolę Lutra w dramacie sensacyjnym Waltera Hilla Wojownicy (1979). Był obsadzony w filmach Spike’a Lee: Malcolm X (1992), Crooklyn (1994) i Chi-Raq (2015), a także realizacjach Davida Lyncha – Dzikość serca (1990), Miasteczko Twin Peaks (1990–91) i jego kontynuacji w 2017. Ponadto wystąpił w produkcjach: 48 godzin (1982), Komando (1985), Kruk (1994), Pogrzeb (1996), Ostatni sprawiedliwy (1996), Wykiwać klawisza (2005), Sztandar chwały (2006) jako prezydent Harry Truman i Czarna lista (2015).

## Życie prywatne
14 sierpnia 2005 w Kościele Episkopalnym na Manhattanie ożenił się z Julianą Francis. Mają córką Margarethe Jane Kelly (ur. 2008).
Jego siostra Susan Kelly to autorka i ekspert w usługach ochrony dzieci, brat Robert C. Kelly to weteran wojny wietnamskiej i dyrektor firmy energetycznej, brat John F. Kelly był senatorem stanu Michigan przez 16 lat, siostra Margaret Kelly to wielokrotnie nagradzana projektantka grafiki, a siostry Maureen i Kathleen to nauczycieli w szkole podstawowej.
Jest wegetarianinem inspirowanym przez George’a Bernarda Shawa, Tołstoja i beatnikami.

## Filmografia
- Wojownicy (The Warriors, 1979) jako Luther
- Opowieści Hammetta (1982) jako Punk
- 48 godzin (48 Hrs, 48 Hours, 1982) jako Luther
- Komando (1985) jako Sully
- Dzikość serca (Wild at Heart, David Lynch's Wild At Heart, 1990) jako Dropshadow
- Miasteczko Twin Peaks (serial telewizyjny, 1990–91) jako Jerry Horne
- Kruk (1994) jako T-Bird
- Ostatni sprawiedliwy (1996) jako Doyle
- Ten pierwszy raz (Trojan War, 1997)
- Cheap shots (1989)
- K-PAX (2001) jako Howie